# 에런 클루그
에런 클루그 경(영어: Sir Aaron Klug, OM, FRS, 1926년 8월 11일 ~ 2018년 11월 20일)은 영국의 화학자이다. 1982년 전자 현미경 결정 발견과 핵산 단백질 복합체의 중요성 조사로 노벨 화학상을 받았다.
리투아니아 우크메르게 지역 젤바(Želva)에서 태어났다. 에런 클루그가 2살 되던 해에 그의 가족은 남아프리카 공화국으로 이민을 갔다.
에런 클루그는 1941년 남아프리카 공화국의 위트워터스랜드 대학교에 입학하여 학사학위를 받고 1945년 케이프타운 대학교에 입학하여 석사학위를 받은 뒤 영국으로 건너갔고, 1953년 케임브리지 대학교 트리니티 칼리지에서 박사학위를 받았다.
2005년 10월 14일 리투아니아 젤바에 에런 클루그의 동상이 제막되었다.

## 학력
- ~1941년: 더번 고등학교 (졸업)
- 1941년~1945년: 위트워터스랜드 대학교 (학사)
- 1945년~1947년: 케이프타운 대학교 (석사)
- 1949년~1953년: 케임브리지 대학교 트리니티 칼리지 (박사)

## 서훈
- 1988년 기사작위(Knight Bachelor) 서임[6]
- 1995년 메리트 훈장(Order of Merit; OM)[7]

## 참고 문헌

### 내용주
1. ↑  학위논문: 〈The kinetics of phase changes in solids〉

### 참조주
1. 1 2 3  〈KLUG, Sir Aaron〉. 《Who's Who》. 《ukwhoswho.com》 2015 online Oxfo University Press판 (A & C Black, an imprint of Bloomsbury Publishing plc).  (구독 또는 영국 공립 도서관 회원 가입 필요) (구독 필요)
2. ↑  “Sir Aaron Klug OM FRS”. 런던: 왕립학회. 2015년 11월 7일에 원본 문서에서 보존된 문서.
3. ↑  Josh Roberts (2004년 8월 2일). “Aaron Klug”. 《The Scientist》 (영어). 2018년 6월 5일에 원본 문서에서 보존된 문서. 2018년 7월 26일에 확인함.
4. ↑  “iDiscover”. 《케임브리지 대학교 도서관》 (영어).
5. ↑  “Appendix A: - Aaron’s Birthplace – Zelva, Lithuania”. 《케임브리지 대학교 출판부》 (영어). (구독 필요)
6. ↑  “Supplement to The London Gazette: 1988 Birthday Honours”. 《The Gazette》 (영어) (런던) (51365): B2. 1988년 6월 10일.
7. ↑  “The London Gazette”. 《The Gazette》 (영어) (런던) (54193): 14335. 1995년 10월 24일.